# 真愛神出來
《真愛神出來》（英語：Someone In The Clouds），是一部於2019年上映的愛情喜劇電影。由林柏宏、簡嫚書、蔡振南、鄭家純、郝劭文、黃嘉千領銜主演。台灣於2019年1月4日上映。本片獲得103年度第1梯次國產電影長片輔導金一般組新台幣800萬元。

## 演員列表
| 演員姓名 | 角色名稱 | 介紹 |
| 林柏宏   | 馬冏男   |      |
| 簡嫚書   | 翁小蓓   |      |
| 蔡振南   |          |      |
| 鄭家純   |          |      |
| 郝劭文   |          |      |
| 黃嘉千   |          |      |

## 外部連結
- 真愛神出來的Facebook專頁
- 開眼電影網上《真愛神出來》的資料（繁體中文）
- 香港影庫上《真愛神出來》的資料（繁體中文）
- 互联网电影数据库（IMDb）上《真愛神出來》的资料（英文）